# 散華
散華 （日语： Sanka）即灑落鮮花，源自佛寺的撒花儀式。在日本文学中常用於代指死亡，尤其是年輕而美好的生命殞滅。在二戰尤其是太平洋戰爭中被日軍用作政治宣傳，鼓勵兵士犧牲生命戰鬥。

## 延伸閲讀
- 玉碎